# Micrispa zinzibaris
Micrispa zinzibaris es una especie de insecto coleóptero de la familia Chrysomelidae.
Fue descrita científicamente en 1863 por Motschulsky.